# José Luís Carneiro
José Luís Pereira Carneiro (* 4. Oktober 1971 in Baião) ist ein portugiesischer Politiker der Partido Socialista. Vom 30. März 2022 bis zum 2. April 2024 war er Minister für innere Verwaltung in der XXIII. Regierung unter Premierminister António Costa. Im Jahr 2023 kandidierte er als Parteivorsitzender der PS, verlor die Wahl aber gegen Pedro Nuno Santos.

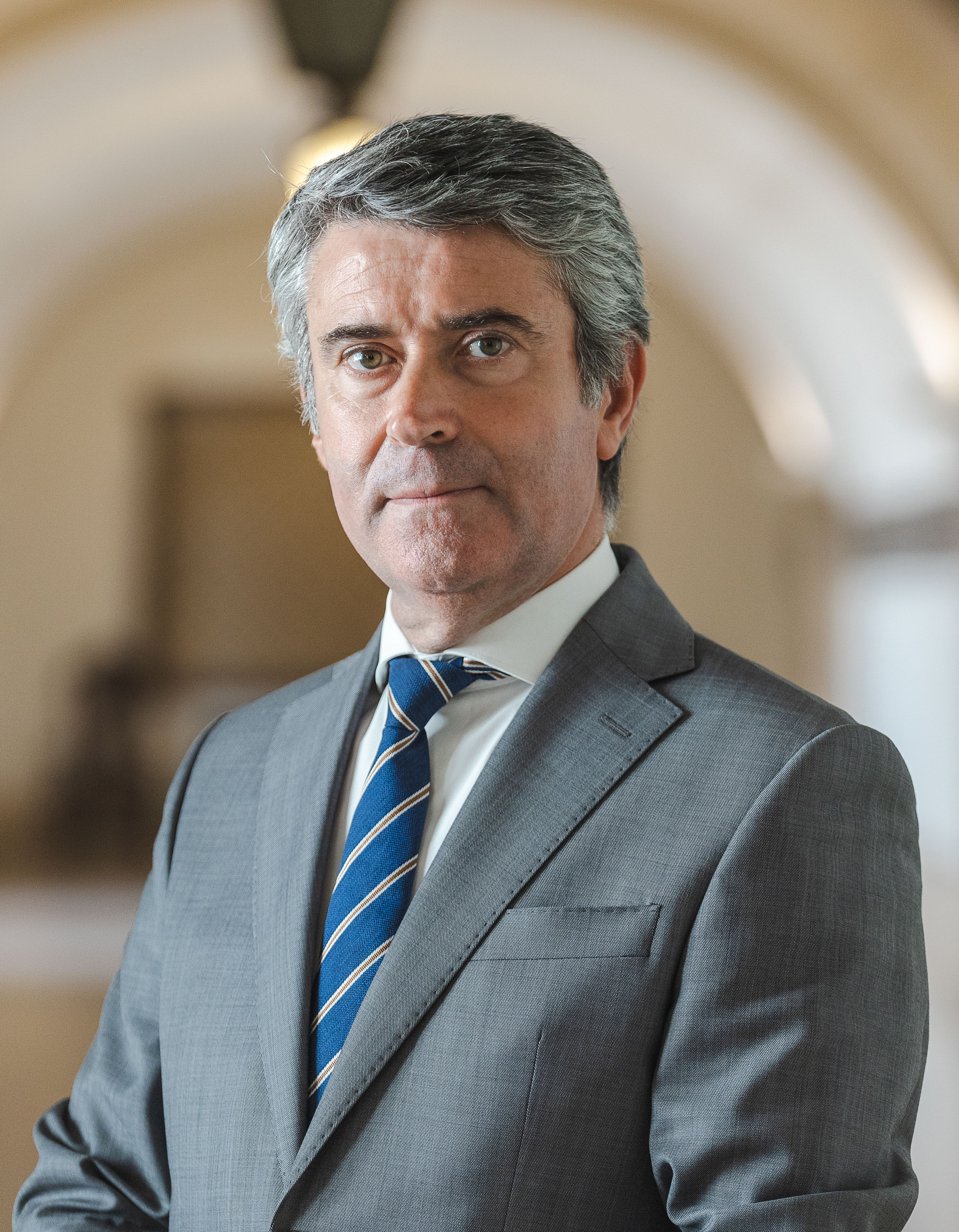
José Luís Carneiro (2023)

## Leben

### Ausbildung
Er studierte an der Universität Lissabon.

### Politische Karriere
Er war vom 10. Oktober 1999 bis zum 25. August 2015 Mitglied des Stadtrates von Baião und ebenfalls vom 2. November 2005 bis zum 25. August 2015 Bürgermeister der Stadt. Vom 26. November 2015 bis zum 26. Oktober 2019 war er Staatssekretär für Gemeinden im Außenministerium sowie vom 17. Oktober 2019 bis zum 30. März 2022 Stellvertretender Generalsekretär seiner Partei. Er ist seit dem 10. März 2005 Mitglied des Parlaments (mit Unterbrechung vom 26. November 2015 bis zum 25. Oktober 2019). Bis zur Parlamentswahl 2022 kandidierte er für den Wahlkreis Porto, seit 2022 sitz er jedoch für Braga in der Versammlung der Republik.
Vom 30. März 2022 bis zum 2. April 2024 war er Minister für innere Verwaltung in der XXIII. Regierung Portugals. Umfragen im Jahr 2023 ergaben, dass er der beliebteste Minister in der Regierung von António Costa ist.
Nach Costas Rücktritt als Premierminister kandidierte Carneiro für den Vorsitz der Sozialistischen Partei. Am 16. Dezember 2023 verlor er in einer internen Abstimmung gegen Pedro Nuno Santos.